# Muszbek László
Muszbek László (Sárrétudvari, 1942. február 25. –) Széchenyi-díjas magyar orvos, hematológus, egyetemi tanár, a Magyar Tudományos Akadémia rendes tagja. Kutatási területe a trombózis és a véralvadás, valamint a laboratóriumi diagnosztika. Emellett rákkutatási kérdésekkel is foglalkozik. 1995 és 1999 között a Debreceni Orvostudományi Egyetem (2000-től a Debreceni Egyetem része) rektora.

## Életpályája
1960-ban érettségizett, majd felvették a Debreceni Orvostudományi Egyetem Általános Orvosi Karára, ahol 1966-ban szerzett orvosi diplomát. Ennek megszerzése után az egyetem Kórélettani Intézetének lett gyakornoka, majd 1968-ban tanársegédként állandósították. 1969-ben laboratóriumi szakorvosi képesítést szerzett. 1974-ben lett adjunktus. 1978-ban az egyetem általa megszervezett Klinikai Kémiai Intézete (később Klinikai Biokémiai és Molekuláris Patológiai Intézet) megbízott igazgatójaként dolgozott, majd egyetemi docensi kinevezése után rendes igazgatója lett. 1980-ban hematológus szakorvosi képesítést szerzett. 1986-ban vette át egyetemi tanári kinevezését. 1995-ben az egyetem rektorává választották, ilyen minőségében 1998–1999-ben a Magyar Rektori Konferencia elnöke volt. Rektori tisztségét 1999-ig viselte. Intézetigazgatói állását a 2000-es egyetemi integráció után is megtartotta. 2002-ben molekuláris genetikai diagnosztikai szakorvosi képesítést szerzett. Egyetemi állása mellett az egyetem és az MTA közös Klinikai Kémiai Kutatócsoportjának vezetésével is megbízták. Számos helyen volt vendégkutató vagy vendégprofesszor: Nemzeti Egészségügyi Intézet (USA, 1973), Pennsylvaniai Egyetem (1987) és Harvard Egyetem (1991, 1994). 1997 és 2000 között Széchenyi professzori ösztöndíjas, 2004-ben Szilárd Leó professzori ösztöndíjas volt.
1973-ban védte meg az orvostudományok kandidátusi, 1987-ben akadémiai doktori értekezését. Az MTA Orvosi Diagnosztikai Tudományos Bizottságának és a Debreceni Akadémiai Bizottságnak lett tagja. Előbbinek 2000 és 2002 között elnöke is volt. 1990-ben megválasztották a Magyar Tudományos Akadémia levelező, 1995-ben pedig rendes tagjává. 1992-ben az Európai Akadémia (Academia Europaea) is felvette tagjai sorába. Akadémiai tisztségei mellett a Magyar Laboratóriumi Diagnosztikai Társaság alelnöke volt 1993 és 1997 között, valamint tagja a Laboratóriumi Szakmai Kollégiumnak. 1979 és 1984 között az amerikai Nemzeti Rákkutatási Alapítvány projektigazgatója volt. Emellett számos európai orvostudományi társaság tiszteleti tagja. Többek között a Blood Coagulation and Fibrinolysis, a Thrombosis Research és a Journal of Thrombosis and Haemostasis című tudományos szakfolyóiratok szerkesztőbizottságának tagja.

## Munkássága
Fő kutatási területe a trombózis és a véralvadás, valamint a laboratóriumi diagnosztika. Emellett rákkutatási kérdésekkel is foglalkozik.
A véralvadás területén a XIII-as faktort (azaz a szerkezet, a funkció, a szabályozás, valamint a betegségekben játszott szerepét) kutatja, emellett ritka vérzéses (haemorrhagia) diatézisek molekuláris genetikájával és proteomikájával (fehérjék összehasonlító elemzése) is foglalkozik. Egyes artériás betegségek (így egyes szív- és érbetegségek, valamint a stroke) és vénás trombózisok rizikófaktorai kutatása terén jelentősek eredményei. Számos laboratóriumi diagnosztikai reagenst fejlesztett, amelyek közül többet alkalmaznak a gyakorlatban.
Több mint kétszáz tudományos közlemény szerzője vagy társszerzője. Ebből több mint százötven angol nyelven jelent meg, emellett több magyar nyelvű publikációt is kiadott. Összesen öt szabadalmat jegyeztetett be.

## Díjai, elismerései
- Pándy Kálmán-emlékérem (1989)
- Szent-Györgyi Albert-díj (1994)
- A Magyar Köztársasági Érdemrend középkeresztje (1998)
- Hőgyes Endre-emlékérem (1998)
- Albert Schweitzer-emlékérem (1998)
- Jendrassik Lóránd-emlékérem (1998)
- Széchenyi-díj (2003)
- Genersich Antal-díj (2006)
- Laki Kálmán-díj (2010)

## Főbb publikációi
- Haematosis and Cancer (1987)
- A XIII-as véralvadási faktor celluláris típusa (1991)
- Thrombocyta fehérjék poszttranszlációs módosítása zsírsavakkal (1996)